# Lugubria
Lugubria ist eine südamerikanische Buntbarschgattung aus der Gattungsgruppe Geophagini. Sie wurde von vier südamerikanischen Ichthyologen und ihrem schwedischen Kollegen S. O. Kullander neu eingeführt. Vorher gehörten die in Lugubria gestellten Arten zur Gattung Crenicichla und bildeten dort die Crenicichla lugubris-Artengruppe. Die Gattung kommt im gesamten Amazonasbecken, im Einzugsgebiet des Orinocos und in den Küstenflüssen der drei Guyanas vor.

## Merkmale
Wie alle Hechtbuntbarsche haben die Lugubria-Arten einen hechtartig langgestreckten Körper. Sie sind relativ große Hechtbuntbarsche und erreichen eine Standardlänge von 22,5 bis 30 Zentimeter. Ihre Schuppen sind relativ klein, was zur Folge hat, dass eine Schuppenreihe auf den Körperseiten aus sehr vielen Schuppen besteht. Auch die Anzahl der Weichstrahlen in Rücken- und Afterflosse ist hoch (13 bis 18 und 9 bis 13). Die Anzahl der Wirbel ist hoch (39 bis 44) und es sind mehr Rumpf- als Schwanzwirbel vorhanden, während es bei den meisten anderen Buntbarschgattungen umgekehrt ist. Von Saxatilia unterscheidet sich die Gattung Lugubria durch das Fehlen eines dunklen Flecks über der Brustflossenbasis, die meisten Lugubria-Arten zeigen im Alter jedoch einen dunklen Fleck vor der Brustflossenbasis. Im Unterschied zu Hemeraia und Teleocichla sind bei Lugubria die Infraorbitalia 4 und 5 (Knöchelchen unterhalb der Augenhöhle) nicht zusammengewachsen. Bei Lugubria ist der hintere Rand des Supracleithrums, ein Knochen im Schultergürtel, nicht gesägt, bei Wallaciia ist er gesägt.
Von Crenicichla (Untergattung Batrachops) unterscheidet sich Lugubria durch das Fehlen eines netzförmigen Farbmusters auf den Körperseiten. Alle den Kopf bedeckenden Schuppen sind bei Lugubria Rundschuppen.

## Arten
Zur Gattung Lugubria gehören die folgenden Arten:

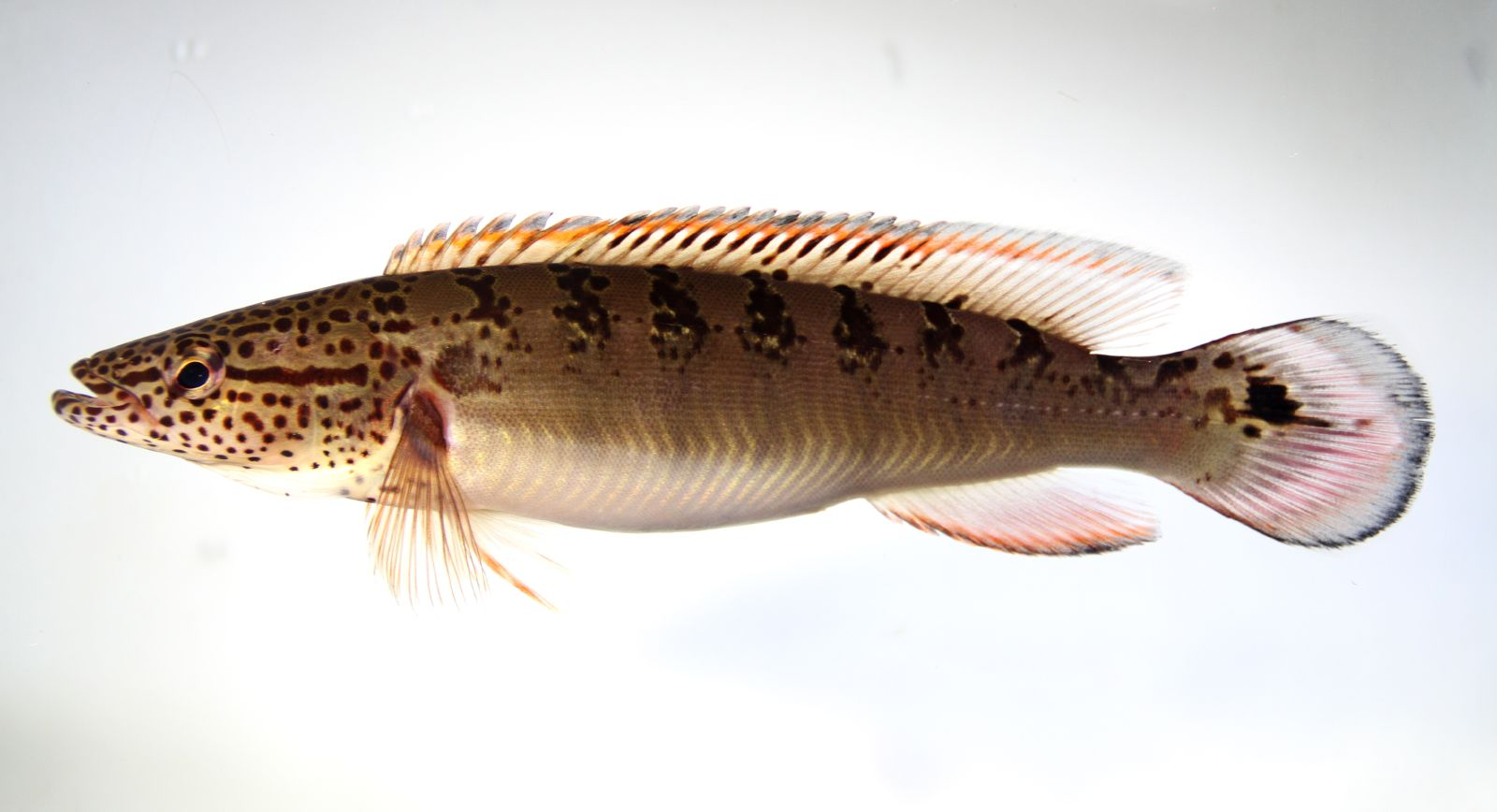
Lugubria lenticulata

- Lugubria acutirostris (Günther, 1862)
- Lugubria adspersa (Heckel, 1840)
- Lugubria cincta (Regan, 1905)
- Lugubria dandara (Varella & Ito, 2018)
- Lugubria johanna (Heckel, 1840)
- Lugubria lenticulata (Heckel, 1840)
- Lugubria lugubris (Heckel, 1840)
- Lugubria marmorata (Pellegrin, 1904)
- Lugubria monicae (Kullander & Varella, 2015)
- Lugubria multispinosa (Pellegrin, 1903)
- Lugubria percna (Kullander, 1991)
- Lugubria phaiospilus (Kullander, 1991)
- Lugubria rosemariae (Kullander, 1997)
- Lugubria strigata (Günther, 1862)
- Lugubria ternetzi (Norman, 1926)
- Lugubria tigrina (Ploeg, Jegu & Ferreira, 1991)